# Vinicio Beretta
Vinicio Beretta (* 3. April 1920 in Lugano; † 2. April 1972 ebenda) war ein Schweizer Journalist und Filmkritiker.

## Leben
Beretta arbeitete nach einer Druckerlehre zunächst als Schriftsetzer bei verschiedenen Lokalzeitungen. Als Autodidakt wechselte er in den Beruf des Redaktors und Filmkritikers. Als Mitarbeiter der Radiotelevisione Svizzera (Radio und Fernsehen der italienischsprachigen Schweiz) war er 30 Jahre für  verschiedene kulturelle Sendungen, aber auch Tagesaktualitäten zuständig.
Beretta gehörte zu den Gründern des Locarno Filmfestivals. Er war von 1953 bis 1959 Sekretär und von 1960 bis 1966 dessen Direktor. Zudem war er Gründer der Vereinigung der Tessiner Sportjournalisten. Ab 1960 war er Präsident und anschliessend Generalsekretär der Fédération Internationale de la Presse Cinématographique (FIPRESCI).